# 世界國際司法日
世界國際司法日（英語：World Day for International Justice），又稱國際刑事司法日（英語：Day of International Criminal Justice）或國際司法日（英語：International Justice Day），是全世界在7月17日慶祝的國際日，旨在表彰新興的國際刑事法體系。7月17日是創建國際刑事法院的條約獲得通過的日子。2010年6月1日，在烏干達坎帕拉舉行的《羅馬規約》審查會議上，締約國大會決定將7月17日定為國際刑事司法日。
每年世界各地的人們都會利用這一天舉辦活動，以促進國際刑事司法，特別是對國際刑事法院的支持。